# Sprinkenhof
Sprinkenhof – budynek biurowy w Kontorhausviertel w Hamburgu, w Niemczech.
W 2015 roku hamburskie Speicherstadt i Kontorhausviertel z Chilehaus zostały wpisane na listę dziedzictwa kulturowego UNESCO.

## Położenie

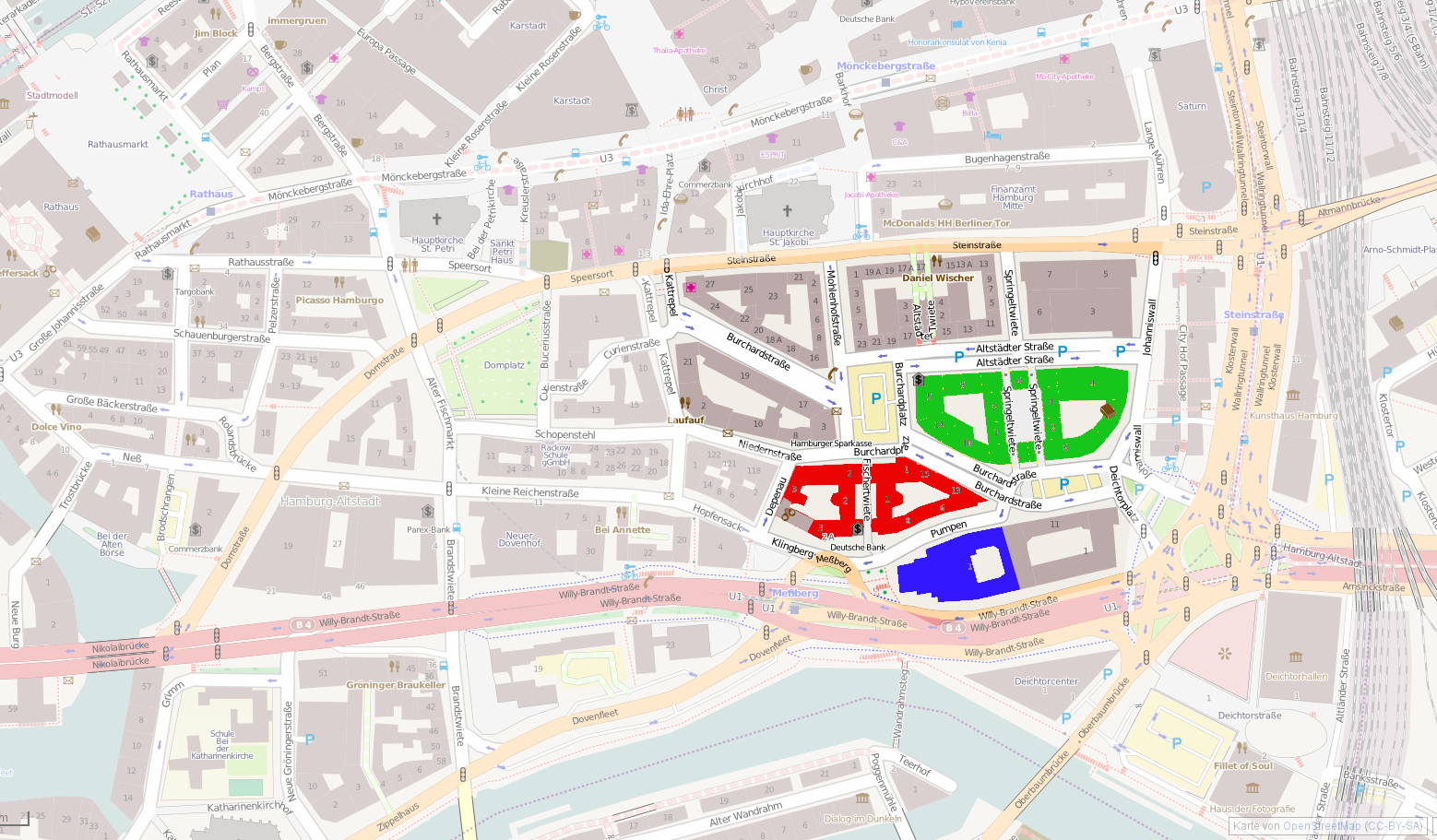
Kontorhausviertel: Chilehaus (zaznaczony na czerwono), Sprinkenhof (zaznaczony na zielono) i Meßberghof (zaznaczony na niebiesko)

Sprinkenhof znajduje się w najbardziej na północ wysuniętej części centrum Kontorhausviertel położonej na południowym krańcu centrum Hamburga, naprzeciwko Speicherstadt . Gmach stoi pomiędzy Burchardtstrasse i Altstädter Strasse. 
Adresy gmachu to: Altstädter Straße 2, 4, 6, 8, 10; Burchardplatz 5; Burchardstraße 6, 8, 10, 12, 14; Johanniswall 4, 6; Springeltwiete 1, 2, 3, 4. 

## Historia
Sprinkenhof został zbudowany w trzech fazach w latach 1927–1943. Architektami byli niemieccy architekci bracia Hans i Oskar Gerson oraz Fritz Höger. Podczas pierwszej fazy w latach 1927–1928 wzniesiono część środkową, w latach 1930–1932 dobudowano skrzydło zachodnie a w latach 1939–1943 skrzydło wschodnie . Hans Gerson zmarł w 1931 roku podczas drugiej fazy budowy (1930–1932), a jego brat Oskar był prześladowany jako Żyd i od 1933 roku nie mógł pracować w zawodzie architekta . Budowę dokończył Höger, który w 1933 roku wstąpił do NSDAP . 
Nazwa Sprinkenhof upamiętnia Johanna Sprinka, który w 1384 roku zakupił działkę, gdzie wzniesiono wieżowiec . 
Budynek został częściowo zniszczony w 1943 roku, a następnie odbudowany w latach 1947–1948. 
W 2015 roku hamburskie Speicherstadt i Kontorhausviertel z Chilehaus zostały wpisane na listę dziedzictwa kulturowego UNESCO.

## Architektura
Sprinkenhof jest największym budynkiem w Kontorhausviertel i składa się z trzech części: środkowej oraz dwóch skrzydeł bocznych. Każda część ma własny dziedziniec wewnętrzny. Część środkowa powstała jako samodzielny budynek (59 × 71 m), i z 9 piętrami, dorównuje wysokością Chilehaus. Skrzydła liczą po 8 pięter, przy czym związane jest to z innym kątem nachylenia terenu. 
Gmach charakteryzuje się dekoracyjną fasadą z cegły klinkierowej i elementów terakotowych projektu niemieckiego rzeźbiarza Ludwiga Kunstmanna (1877–1961). Fasada od strony Chilehaus, powstała w pierwszej fazie budowy, ozdobiona jest rombami i medalionami z motywami związanymi z Hamburgiem i branżami, które miały biura w gmachu. Wśród symboli umieszczonych na fasadzie znajdują się m.in. waga, koło, orzeł, statek, zamek, a także pięść zaciskającą złoty młot .  
Z powierzchnią użytkową 52 tys. m², Sprinkenhof był swego czasu największym budynkiem biurowym w Europie.